# Палестински арабски език
Палестинският арабски е името на няколко диалекта от подгрупата на левантийските арабски диалекти, говорен от палестинците в Палестина, от арабските граждани на Израел и в повечето палестински групи от населението по света.

## Особености
Палестинските диалекти са разновидности на левантийския арабски, защото показват следните характерни функции:
- Консервативно ударение, по-близо до класическия арабски, отколкото където и да е другаде в арабския свят.
- Представката b- към глаголите в сегашно време
- Повечето думи от женски род завършват на eh, а не ah
- Произнасяне на /q/ като [ʔ] в градовете
- В морфология множественото число на личните местоимения са إحنا ['ɪħna] „ние“, همه ['hʊmme] „те“, كم- [-kʊm] „вие“, هم- [-hʊm] „тях“
- За отрицанието на глаголите и препозиционните псевдоглаголи, палестинският, както и египетският, обикновено добавя наставка ش [ʃ]

## Специфични аспекти на речника

### Препозиционни псевдоглаголи
Думите, използвани в палестинския за глаголите „искам“, „имам“, „има“ се наричат препозиционни псевдоглаголи, защото имат общи характеристики с глаголите, но са изградени с предлог или местоименна наставка.
- има - فيه [fi] в сегашно време и كان فيه [ka:n fi] – в минало
- искам се образува от bɪdd + местоименна наставка, а имам се образува от ʕɪnd + местоименна наставка

| Лице              | Искам            | Имам              |
| ----------------- | ---------------- | ----------------- |
| I                 | بدي ['bɪdd-i]    | عندي ['ʕɪnd-i]    |
| You (sing. masc.) | بدك ['bɪdd-ak]   | عندك ['ʕɪnd-ak]   |
| You (sing. fem.)  | بدك ['bɪdd-ɪk]   | عندك ['ʕɪnd-ɪk]   |
| He                | بده ['bɪdd-o]    | عنده ['ʕɪnd-o]    |
| She               | بدها ['bɪdd-ha]  | عندها ['ʕɪnd-ha]  |
| We                | بدنا ['bɪdd-na]  | عندنا ['ʕɪnd-na]  |
| You (plur.)       | بدكم ['bɪdd-kʊm] | عندكم ['ʕɪnd-kʊm] |
| They              | بدهم ['bɪdd-hʊm] | عندهم ['ʕɪnd-hʊm] |

В минало време са предхождани от كان [ka:n], например ние искахме е كان بدنا [ka:n 'bɪddna].

### Въпросителни местоимения
| Значение | Палестински арабски    | Книжовен арабски |
| -------- | ---------------------- | ---------------- |
| Защо?    | ليش [le:ʃ]             | لماذا [lima:ða:] |
| Какво?   | ايش [ʔe:ʃ] или شو [ʃu] | ماذا [ma:ða:]    |
| Как?     | كيف [ki:f]             | كيف [kaɪfa]      |
| Кога?    | إيمتى [ʔe:mta]         | متى [mata:]      |
| Къде?    | وين [we:n]             | اين [ʔaɪna]      |
| Кой?     | مين [mi:n]             | من [man]         |

### Заемки
Палестинците са заимствани думи от много езици, с които са били в контакт в историята си. Например:
- от староарамейски: най-вече имена на места, например няколко планини са наречени جبل الطور ['ʒabal ɪtˤ tˤuːɾ], където طور [tˤuːɾ] е арамейската дума за планина.
- от латински: не само думи като قصر [ʔasˤɾ] < castrum замък или قلم [ʔalam] < calamus, които се използват и в книжовния език, но също и думи като طاولة [tˤa:wle] < tabula маса
- от италиански: بندورة [ban'do:ra] < pomodoro – домат
- от иврит:
  - رمزور [ram'zo:r] от רַמְזוֹר‎ – светофар
  - شمنيت ['ʃamenet] от שַׁמֶּנֶת‎ – сметана
  - بسدر [be'seder] от בְּסֵדֶר‎ – OK
  - كوخفيت [koxa'vi:t] от כּוֹכָבִית‎ – звездичка
  - بلفون [pele'fo:n] от פֶּלֶאפוֹן‎ – мобилен телефон